# Helen Ukaonu
Helen Onyinyechukwu Ukaonu (* 17. Mai 1991 in Abuja, Nigeria) ist eine nigerianische Fußballspielerin.

## Karriere

### Verein
Ukaonu begann ihre Karriere bei den Delta Queens FC und wechselte im Januar 2011 zum schwedischen Erstligisten Sunnanå SK. Dort kam sie auf 14 Einsätze, darunter 4 Einsätze im Svenska Cupen.

### Nationalmannschaft

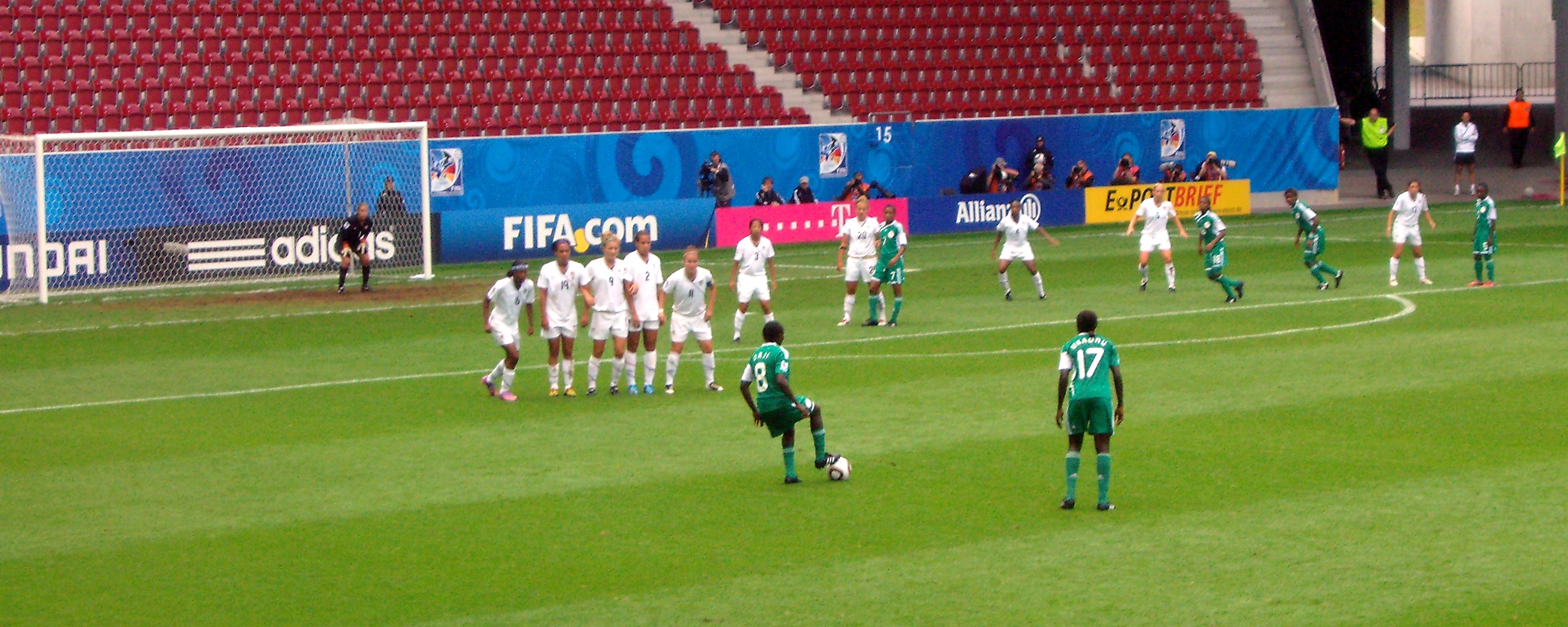
Helen Ukaonu (Nummer 17) beim Freistoß zum 1:1, mit dem Nigeria bei der U-20-WM 2010 im Viertelfinale gegen die USA ins Elfmeterschießen gelangte

Im Jahr 2008 nahm Ukaonu für Nigeria an der U-17-Fußball-Weltmeisterschaft der Frauen in Neuseeland und an der U-20-WM in Chile teil. Ihre zweite U-20-WM spielte sie 2010 in Deutschland. Sie spielt bei der Fußball-Weltmeisterschaft der Frauen 2011 in Deutschland ihr erstes Turnier in der A-Nationalmannschaft.